# BTNL2
BTNL2‏ (Butyrophilin like 2) هوَ بروتين يُشَفر بواسطة جين BTNL2 في الإنسان.
لارتباطه بالجهاز المناعي ومعقد التوافق النسيجي الكبير، فقد ثبتت علاقته بالعديد من الأمراض. وقد وجدت دراسة واسعة النطاق أنه البروتين الأكثر خضوعًا للاختيار الدقيق في الجينوم البشري في 8 من أصل 12 منطقة جغرافية باستخدام اختبار HKA.